# 납작털쥐
납작털쥐 또는 갈색가시쥐(Mus platythrix)는 쥐과 생쥐속에 속하는 설치류의 일종이다. 인도에서만 발견되며, 남인도와 중부 인도 전역에 널리 분포한다.

## 특징
작은 설치류로 몸통 길이가 65~120mm이고 꼬리 길이가 63~8mm, 발 길이가 15~22.5mm, 귀 길이가 9~17.5mm, 몸무게가 최대 32g이다. 회색 가시털과 함께 털이 무성하게 나 있다. 등 쪽은 짙은 갈색을 띠는 반면에 배 쪽은 희다. 귀는 비교적 작고 둥글다. 다리 색은 회색부터 흰색까지 다양하다. 핵형은 2n=26, FN=26이다.

## 생태
주행성 동물이고, 땅 위에서 주로 활동하는 육상성 동물이다.

## 분포 및 서식지
인도 라자스탄주 남부와 마디아프라데시주 동부 및 남서부, 서벵골주 서부, 구자라트주 남동부, 마하라슈트라주 서부와 동부, 카르나타카주, 케랄라주, 타밀나두주 북서부, 안드라프라데시주, 오디샤주 남부에 널리 분포한다. 해발 최대 2,000m 이하의 건조 열대 및 아열대 숲에서 서식한다. 주로 앞이 트인 건조 지대와 자갈이 깔리 토양 지대, 목초지, 농장, 콩과 종실유 경작지에서 발견된다.